# 8-й батальон территориальной обороны Черновицкой области
8-й батальон территориальной обороны (укр. 8-й батальйон територіальної оборони) — отдельный батальон, созданный в Черновицкой области, позднее вошедший в состав 24-й отдельной механизированной бригады, а в дальнейшем — в состав 10-й отдельной горно-штурмовой бригады.

## Предшествующие события
19 марта 2014 года Совет национальной безопасности и обороны Украины принял решение о создании оперативных штабов при областных государственных администрациях пограничных областей Украины. 30 марта 2014 года и. о. президента Украины А. В. Турчинов поручил руководителям областных администраций начать создание батальонов территориальной обороны в каждой области Украины.
30 апреля 2014 года было принято официальное решение возложить функции создания батальонов территориальной обороны в каждой области Украины на областные военные комиссариаты.

## Формирование батальона
О создании батальона территориальной обороны в Черновицкой области было официально объявлено 26 марта 2014 года.
Формирование батальона началось в апреле 2014 года и было завершено к 5 июня 2014 года.
При комплектовании батальона личным составом преимущество имели лица, имевшие опыт службы в вооружённых силах Украины, МВД Украины и Службе безопасности Украины.
Военная подготовка военнослужащих батальона, практические занятия и стрельбы проходили на полигоне «Прибан».
19 июня 2014 и. о. министра обороны Украины Михаил Коваль на встрече с председателем областной администрации Черновицкой области Романом Ванзуряком пообещал, что 8-й батальон территориальной обороны Черновицкой области не будет принимать участия в боевых действиях в зоне АТО.
25 июня 2014 военный комиссар Черновицкой области Виталий Чурай сообщил, что батальон испытывает сложности в обеспечении обмундированием и средствами защиты и только для обеспечения военнослужащих батальона бронежилетами необходимо дополнительно выделить 3 млн гривен.
26 июня 2014 военный комиссар Черновицкой области Виталий Чурай сообщил, что треть военнослужащих батальона составляют добровольцы, остальные были призваны по мобилизации.
Обеспечение потребностей батальона проходило при содействии со стороны областной администрации Черновицкой области. Кроме того, батальон получал материальную помощь из внебюджетных источников:
- так, 4 июня 2014 областная администрация Черновицкой области выделила из бюджета 950 тыс. гривен на обмундирование и материально-техническое обеспечение батальона[13]
- 20 июня 2014 предприниматели Черновицкой области бесплатно передали батальону партию продовольствия[14]
- 25 июня 2014 областная администрация Черновицкой области выделила ещё 140 тыс. гривен на материально-техническое обеспечение батальона[15]
- 9 июля 2014 «Центр допомоги» выделил 362 тыс. гривен на приобретение 65 бронежилетов, 65 разгрузочных жилетов, двух биноклей ночного видения и одного дальномера[16]; 19 июля 2014 батальон получил первую партию бронежилетов RAMOR-550[17], закупленных на бюджетные средства; кроме того, волонтёры передали батальону два бинокля ночного видения, один дальномер и продовольствие[18]
- 12 июля 2014 волонтёры передали батальону 24 государственных флага Украины, два генератора, кабель, электрические лампы, фонари, предметы одежды (футболки, резиновую обувь и др.) и продовольствие[19]
- 8 августа 2014 общественная организация «Центр допомоги військовим та їх родинам» закупила для батальона 28 бронежилетов V класса защиты по цене 4000 гривен за единицу[20].
- 21 октября 2014 волонтёры передали батальону 10 комплектов униформы, два ящика армейских ботинок и 300 справочников по оказанию медицинской помощи в полевых условиях[21]

По состоянию на 11 ноября 2014, батальон был подготовлен к действиям в зимних условиях в недостаточной степени: не хватало зимнего обмундирования и печками для обогрева личного состава.
В период до 20 ноября 2014 батальон находился в непосредственном подчинении оперативного командования «Север».
20 ноября 2014 областной военный комиссариат Черновицкой области сообщил, что 8-й батальон территориальной обороны вошёл в состав 24-й отдельной механизированной бригады и получил новое наименование: 8-й отдельный мотопехотный батальон. Как сообщил командир батальона, изменений в структуре батальона не произошло, ни один военнослужащий не был уволен или переведён в другие подразделения.
В соответствии с указом президента Украины П. А. Порошенко № 44 от 11 февраля 2016 года оказание шефской помощи батальону было поручено Черновицкой областной государственной администрации.

## Деятельность
1 июля 2014 батальон был направлен в район Бердянска Запорожской области для охраны морской границы Украины (из 300 военнослужащих выехали 250, ещё 50 отказались).
По состоянию на 12 июля 2014 года, лагерь батальона находился в районе села Мироновка Запорожской области.
18 августа 2014 один из 50 военнослужащих батальона, ранее отказавшихся выехать в зону АТО, был осуждён на два года тюремного заключения за дезертирство. Он стал первым жителем Буковины, осуждённым как дезертир с начала конфликта на востоке Украины.
4 сентября 2014 года ещё 48 военнослужащих батальона были направлены для несения службы в Запорожскую область, но остальные военнослужащие батальона остались в зоне боевых действий.
1 ноября 2014 в ДТП в районе Бердянска перевернулся автомобиль УАЗ, возвращавшийся в батальон после ремонта. В результате один военнослужащий батальона погиб, ещё один получил травмы.
В начале февраля 2015 года батальон находился в районе Мелитополя, потом направлен в Херсонскую область для замены других формирований ВСУ на границе с Крымом.
Кроме того, военнослужащие батальона несли службу на одном из блокпостов в Луганской области, недалеко от украинско-российской границы

## Техника, вооружение и снаряжение
Личный состав батальона обмундирован в военную форму, стальные каски СШ-68 и вооружён стрелковым оружием — автоматами АК-74.
В распоряжении батальона имеется автомобильная техника.
5 февраля 2015 года батальону передали один внедорожник Mitsubishi Pajero.